# 손쓰임
손쓰임(Handedness)이란 타고난, 유전적 특질로, 말미암아 양쪽 손중 특정한 손만을 주로 사용하게 되는 성질을 말한다. 또한 손쓰임의 차이에 따라 오른손잡이와 왼손잡이가 결정된다. 많이 나타나는 손쓰임은 오른손잡이이고, 그 다음은 왼손잡이이며, 아주 드물게 양손의 쓰임새가 동등하게 발달한 양손잡이가 존재한다. 이 밖에 양손의 쓰임새가 동등하지 않아 기능마다 다르게 분담하는 경우(글쓰기 기능은 오른손이 분담하고 힘쓰는 기능은 왼손이 분담하는 식)도 있는데, 이런 경우는 딴손잡이(Mixed-handedness)라고 한다.

## 같이 보기
- 방위
- 시계 방향
- 대면 통행
- 위치벡터
- 내장 역위증